# Bamboleo
Bamboleo ist ein Geschicklichkeitsspiel, bei dem die Schwerkraft eine entscheidende Bedeutung hat. Als Autor zeichnet der Luxemburger Spieleerfinder Jacques Zeimet verantwortlich. Erstmals erschienen ist es im Zoch Verlag und als Erscheinungsjahr gilt 1996. In Spielerkreisen gilt Bamboleo auch als Jenga für Fortgeschrittene, da die Fingerfertigkeit in hohem Maße gefordert ist und bei der Platzierung der Spielsteine das Balanceverhalten noch ausführlicher bedacht werden muss.
Bamboleo ist ein Spiel, das für 2 bis 7 Mitspieler ausgelegt ist und laut Herstellerangaben bereits ab 6 Jahren gespielt werden kann. Eine Partie dauerte ca. 30 bis 60 Minuten.

## Material
Neben der Spielanleitung befinden sich noch die hölzerne Spielplatte mit dem Sockel, zwei Kugeln und die 32 Spielsteine in der Spieleschachtel. 

## Spielziel
Eine Korkkugel wird auf einem Holzsockel positioniert und darauf eine Holzplatte gelegt. Auf diese Platte werden Holzteile von unterschiedlicher Größe und mit unterschiedlichem Gewicht platziert. Ist die Platte ausbalanciert, nehmen die Spieler abwechselnd ein oder zwei Holzstücke weg, ohne dass die Platte auf den Tisch fällt. Sieger ist, wer am Ende die meisten Holzstücke weggenommen hat, ohne die Platte aus dem Gleichgewicht gebracht zu haben.